# Cymru Alliance
Cymru Alliance er en regional fodboldliga i det nordlige og centrale Wales på niveau 2 i det walisiske ligasystem. Ligaen blev oprettet i 1990 og består af én division med 16 hold. Vinderen af Cymru Alliance kan søge om oprykning til Welsh Premier League, hvis den har en bestemt licens – ellers kan retten til at søge om oprykning gå videre til ligaens nr. 2. Cymru Alliance sponsoreres af Huws Grays, og derfor er ligaens sponsorerede navn Huws Gray Alliance.